# Religiose di Maria Immacolata (servizio domestico)
Le Religiose di Maria Immacolata (spagnolo Religiosas de María Inmaculada - Servicio Doméstico) sono un istituto religioso femminile di diritto pontificio: le suore di questa congregazione pospongono al loro nome la sigla R.M.I.

## Storia

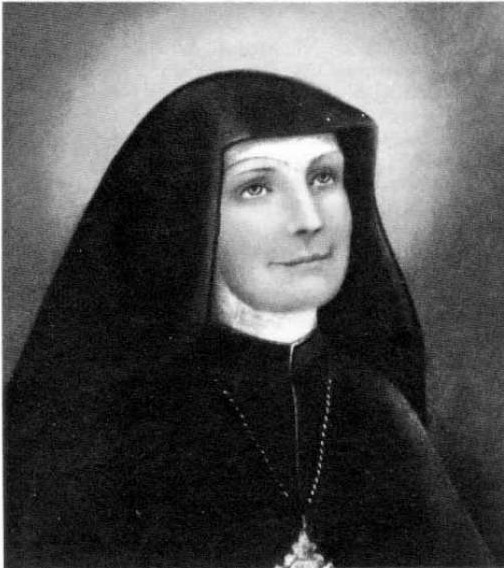
Vicenta María López y Vicuña, fondatrice della congregazione

Nel 1853 Eulalia Vicuña de Riega aprì a Madrid "La Casetta", per dare aiuto e assistenza alle ragazze che avevano lasciato le campagne per lavorare come domestiche presso le famiglie borghesi nella capitale spagnola: per dare continuità all'opera, la Vicuña de Riega affidò La Casetta a una comunità di suore, che istituirono anche un educandato a pagamento per fanciulle ricche.
Nel 1868 la nipote di Eulalia, Vicenta María López y Vicuña (1847-1890), che aveva già manifestato l'intento di abbracciare la vita religiosa nell'Ordine della Visitazione di Santa Maria, decise di continuare l'opera della zia e iniziò a prestare servizio nella Casetta.
Con l'aiuto del gesuita Victorio Medrano la Vicuña iniziò a progettare la fondazione di una nuova congregazione, intitolata all'Immacolata Concezione, che assumesse la direzione dell'opera. Ottenuta l'autorizzazione diocesana il 18 aprile 1876, l'11 giugno successivo le prime religiose ricevettero l'abito da Ciriaco María Sancha y Hervás: le loro costituzioni vennero approvate nel 1882 dall'arcivescovo di Toledo Moreno y Maisonave.
La congregazione ottenne il pontificio decreto di lode il 18 aprile 1888: le sue costituzioni vennero approvate definitivamente dalla Santa Sede il 12 settembre del 1904.
La fondatrice è stata proclamata santa da papa Paolo VI il 25 maggio 1975.

## Attività e diffusione
Lo scopo dell'istituto è quello di accogliere, assistere e proteggere le domestiche durante i periodi di convalescenza e disoccupazione, di aiutarle nella ricerca del lavoro mettendole in contatto con famiglie oneste: le suore gestiscono anche residenze per giovani universitarie e lavoratrici e scuole serali e domenicali per lavoratrici.
Le suore sono presenti in Europa (Francia, Italia, Portogallo, Regno Unito, Spagna) in America (Argentina, Brasile, Cile, Colombia, Cuba, Ecuador, Messico, Paraguay, Perù, Uruguay, Stati Uniti d'America, Venezuela), in Asia (India, Filippine) e in Africa (Burkina Faso, Mali); la sede generalizia è a Roma.
Al 31 dicembre 2005 l'istituto contava 1.367 religiose in 130 case.